# Eliseu Batista Rolim
Eliseu Batista Rolim (Jaguaribe, 28 de maio de 1912 — 2001) foi um industrial brasileiro.
Empresário pioneiro, Eliseu e seus empreendimentos ajudaram a desenvolver o município de Orós, localizado na  Microrregião de Iguatu, na mesorregião do Centro-Sul Cearense.
Eliseu era proprietário das indústrias Eliba que, na década de 1970, atuava no beneficiamento de algodão, fabricação de óleo vegetal, margarina e sabão.
A usina era uma das maiores da região nordeste.
Atualmente, a usina trabalha com a extração do óleo do algodão, oiticica e mamona. As atividades da usina foram reduzidas e a extração corresponde a 10% em relação aos tempo áureos de 1970. 